# Seo Young-hee
Seo Young-hee es una actriz de Corea del Sur.

## Carrera
Conocida por su personaje de reparto en el thriller El Cazador (2008) y su galardonado papel principal en la película de terror Bedevilled (2010).

## Filmografía

### Películas
| Año  | Título                                | Rol                       |
| ---- | ------------------------------------- | ------------------------- |
| 1998 | Bye June                              | enfermera #2              |
| 2003 | The Classic                           | Na Na-hee                 |
| 2003 | Jealousy Is My Middle Name            | Ahn Hye-ok                |
| 2004 | Liar                                  | Yang Myung-sun            |
| 2005 | Mapado                                | Jang Ggeut-soon           |
| 2005 | All for Love                          | Ha Seon-ae                |
| 2006 | Now and Forever                       | Soo-jin                   |
| 2006 | To Sir, with Love                     | Yoo Jung-won/Nam Mi-ja    |
| 2006 | Moodori                               | Yang Mi-kyung             |
| 2007 | Mission Possible: Kidnapping Granny K | Seo Jong-ran (cameo)      |
| 2007 | Shadows in the Palace                 | Wol-ryung                 |
| 2008 | The Chaser                            | Kim Mi-jin                |
| 2008 | Antique                               | tercera novia de Jin-hyuk |
| 2009 | Fortune Salon                         | Ji-hye                    |
| 2010 | Bedevilled                            | Kim Bok-nam               |
| 2011 | The Last Blossom                      | Shin Seon-ae              |
| 2012 | Circle of Crime - Director's Cut      | Hong Soo-min              |
| 2013 | Rough Play                            | Oh Yeon-hee               |
| 2015 | Madonna                               | Moon Hye-rim              |
| 2015 | The Accidental Detective              | Mi-ok                     |
| 2017 | The Accidental Detective 2            | Mi-ok                     |
| 2020 | The Night of the Undead               | -                         |

### Series
| Año     | Título                                | Rol                 | Red       | Ref.   |
| ------- | ------------------------------------- | ------------------- | --------- | ------ |
| 2004    | Exciting Change                       |                     | MBC       |        |
| 2004    | Tropical Nights in December           | Park Myung-sook     | MBC       |        |
| 2005    | Drama City "아무도 날 사랑하지 않아"  |                     | KBS2      |        |
| 2005    | A Farewell to Sorrow                  | Kim Min-joo         | KBS2      |        |
| 2005    | HDTV Literature "The Outdoor Lamp"    | Jae-hee             | KBS1      |        |
| 2006    | MBC Best Theater "그집엔 누가사나요?" |                     | MBC       |        |
| 2007    | Mermaid Story                         | Nam Soo-in          | tvN       |        |
| 2007    | Dal-ja's Spring                       | Jang Soo-jin        | KBS2      |        |
| 2007    | The Golden Age of Daughters-in-Law    | Lee Bok-nam         | KBS2      |        |
| 2008    | Here He Comes                         | Lee Young-hee       | MBC       |        |
| 2009    | Queen Seondeok                        | So-hwa              | MBC       |        |
| 2011    | A Thousand Kisses                     | Woo Joo-young       | MBC       |        |
| 2012    | Ji Woon-soo's Stroke of Luck          | Lee Eun-hee         | TV Chosun |        |
| 2013    | Thrice Married Woman                  | Park Joo-ha         | SBS       |        |
| 2019    | The Nokdu Flower                      | Yoo Wol             | SBS       |        |
| 2021    | Joseon Exorcist                       | Reina Won-myung     | SBS       |        |
| 2021    | How About a Cup of Coffee?            |                     |           | [ 6 ]  |
| 2023    | Twinkling Watermelon                  | Madre de Eun-gyeol  | tvN       | [ 7 ]  |
| 2024    | Face Me                               | Madre de Oh Ji-yoon | KBS2      | [ 8 ]  |
| 2024-25 | Who Is She                            | Ban Ji-sook         | KBS2      | [ 9 ]  |
| 2025    | Way Back Love                         | Kim Jung-sook       | TVING     | [ 10 ] |

### Vídeos musicales
| Año  | Título de la canción    | Artista    |
| ---- | ----------------------- | ---------- |
| 2008 | "Shout With Your Heart" | Monday Kiz |

## Teatro
| Año  | Título                     | Rol     |
| ---- | -------------------------- | ------- |
| 1999 | Moskito                    | Nalnari |
| 2000 | A Dangerous Star Like That | Girl    |
| 2001 | Statement                  | Yu-ri   |

## Premios y nominaciones
| Año  | Premio                                              | Categoría                                       | Nominación            | Resultado |
| ---- | --------------------------------------------------- | ----------------------------------------------- | --------------------- | --------- |
| 2005 | 13th Chunsa Film Art Awards                         | mejor actriz nueva                              | All for Love          | Ganadora  |
| 2005 | 26th Blue Dragon Film Awards                        | mejor actriz de reparto                         | All for Love          | Nominada  |
| 2006 | 25th MBC Drama Awards                               | mejor actriz de drama especial                  | 그집엔 누가사나요?    | Ganadora  |
| 2007 | 21st KBS Drama Awards                               | mejor actriz nueva                              | Daughters-in-Law      | Nominada  |
| 2007 | 21st KBS Drama Awards                               | mejor actriz de reparto                         | Daughters-in-Law      | Nominada  |
| 2008 | 12th Puchon International Fantastic Film Festival   | mejor actriz                                    | The Chaser            | Ganadora  |
| 2008 | 45th Grand Bell Awards                              | mejor actriz de reparto                         | The Chaser            | Nominada  |
| 2008 | 17th Buil Film Awards                               | mejor actriz de reparto                         | Shadows in the Palace | Nominada  |
| 2008 | 29th Blue Dragon Film Awards                        | mejor actriz de reparto                         | The Chaser            | Nominada  |
| 2008 | 7th Korean Film Awards                              | mejor actriz de reparto                         | The Chaser            | Nominada  |
| 2008 | 8th MBC Entertainment Awards                        | premio de popularidad, actriz de Sitcom/Comedia | Here He Comes         | Ganadora  |
| 2009 | 28th MBC Drama Awards                               | premio actuación dorada actriz de reparto       | Queen Seondeok        | Ganadora  |
| 2010 | 14th Puchon International Fantastic Film Festival   | mejor actriz                                    | Bedevilled            | Ganadora  |
| 2010 | 6th Fantastic Fest                                  | mejor actriz                                    | Bedevilled            | Ganadora  |
| 2010 | 47th Grand Bell Awards                              | mejor actriz                                    | Bedevilled            | Nominada  |
| 2010 | 30th Korean Association of Film Critics Awards      | mejor actriz                                    | Bedevilled            | Ganadora  |
| 2010 | 11th Korea Visual Arts Festival                     | premio más fotogénica, actriz                   | Bedevilled            | Ganadora  |
| 2010 | 4th Korea Sharing Awards                            | premio ejecutivo, actriz                        | Bedevilled            | Ganadora  |
| 2010 | 31st Blue Dragon Film Awards                        | mejor actriz                                    | Bedevilled            | Nominada  |
| 2010 | 8th Korean Film Awards                              | mejor actriz                                    | Bedevilled            | Ganadora  |
| 2010 | 11th Women in Film Korea Awards                     | mejor actriz                                    | Bedevilled            | Ganadora  |
| 2010 | 13th Director's Cut Awards                          | mejor actriz                                    | Bedevilled            | Ganadora  |
| 2011 | 2nd KOFRA Film Awards                               | mejor actriz                                    | Bedevilled            | Ganadora  |
| 2011 | 31st Fantasporto Oporto International Film Festival | mejor actriz                                    | Bedevilled            | Ganadora  |
| 2011 | 47th Paeksang Arts Awards                           | mejor actriz                                    | Bedevilled            | Nominada  |
| 2011 | 30th MBC Drama Awards                               | premio alta excelencia, actriz de drama         | A Thousand Kisses     | Nominada  |